# Mercedes-Benz EQC
L'EQC est un SUV électrique commercialisé par le constructeur automobile allemand Mercedes-Benz de 2019 à 2023. Elle est le premier modèle de la gamme EQ dédiée aux voitures électriques du constructeur de Stuttgart.

## Présentation

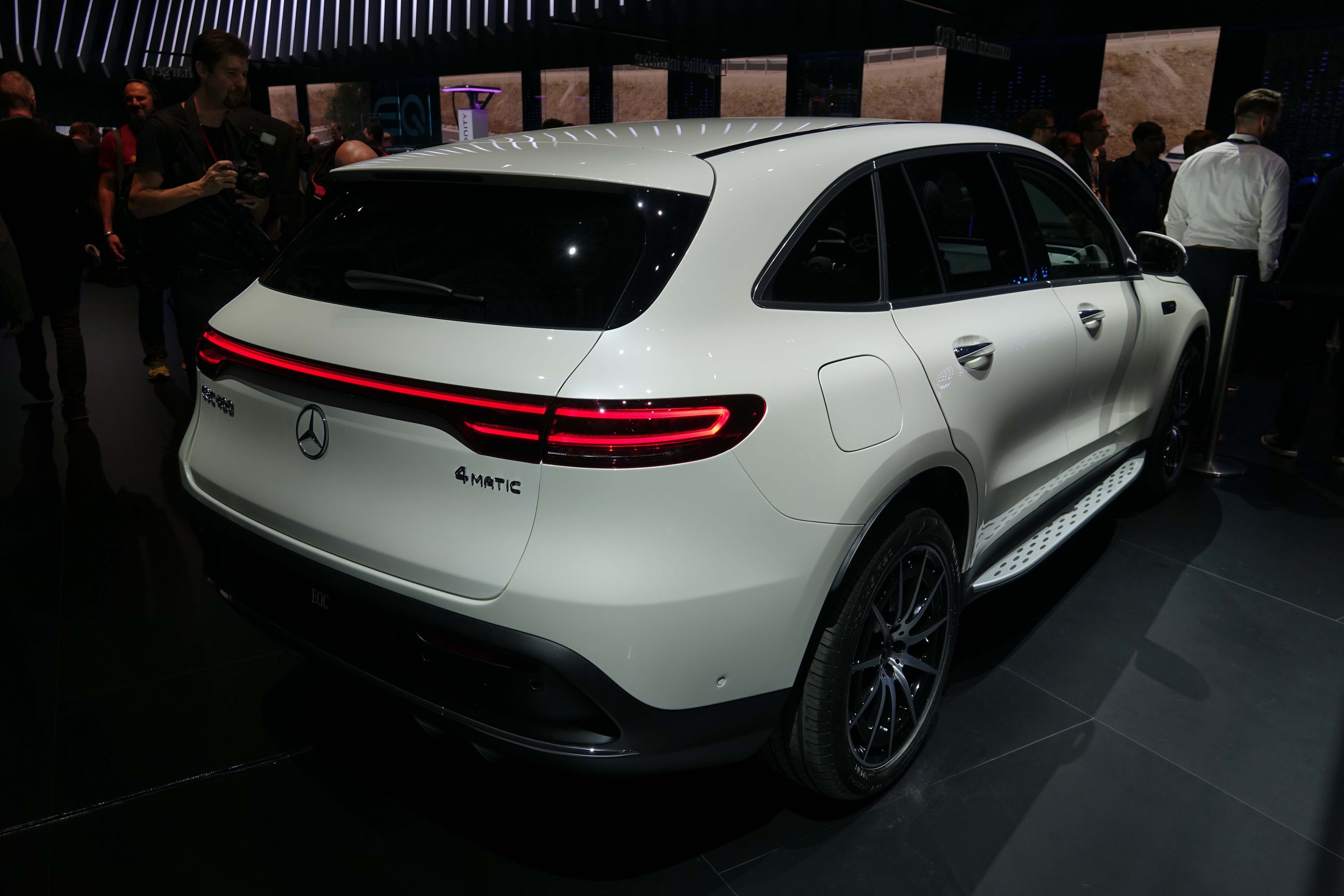
Mondial Paris Motor Show 2018

La version de série de la première Mercedes de la branche EQ, signifiant "Electric Intelligence", est présentée le 4 septembre 2018 à Stockholm, avant son exposition publique au Mondial Paris Motor Show 2018 pour une commercialisation au premier trimestre 2019. 
En préambule, Mercedes a dévoilé en mars 2018 des images de l'EQC camouflée en test sur la glace puis en août 2018, un clip promotionnel filmé dans le désert de Tabernas en Espagne.
L'EQC se place en concurrente directe de la récente Jaguar I-Pace, de la Tesla Model X et de la nouvelle Audi e-tron Quattro avec un tarif proche des 100 000 €.
Le premier véhicule électrique de série de Mercedes est produit dans l'usine de Brême, en Allemagne, à partir du premier trimestre 2019, puis par Beijing Benz Automotive Co. Ltd. (BBAC), co-entreprise entre BAIC Motor and Daimler AG, en Chine à partir de 2020.
L'EQC inaugure une nouvelle identité stylistique propre à sa gamme électrique, avec une calandre spécifique ornée de l'étoile Mercedes, encadrée d'un bandeau à LED reliant les blocs optiques, et servant de signature lumineuse (de jour uniquement) sauf en Europe où la législation ne le permet pas.
Depuis 2020, la police allemande dispose, dans sa flotte, de plusieurs EQC. Ils reçoivent ainsi une signalétique spécifique, propre à la Polizei.
La production de l'EQC est arrêtée au second semestre 2023.

## Caractéristiques techniques

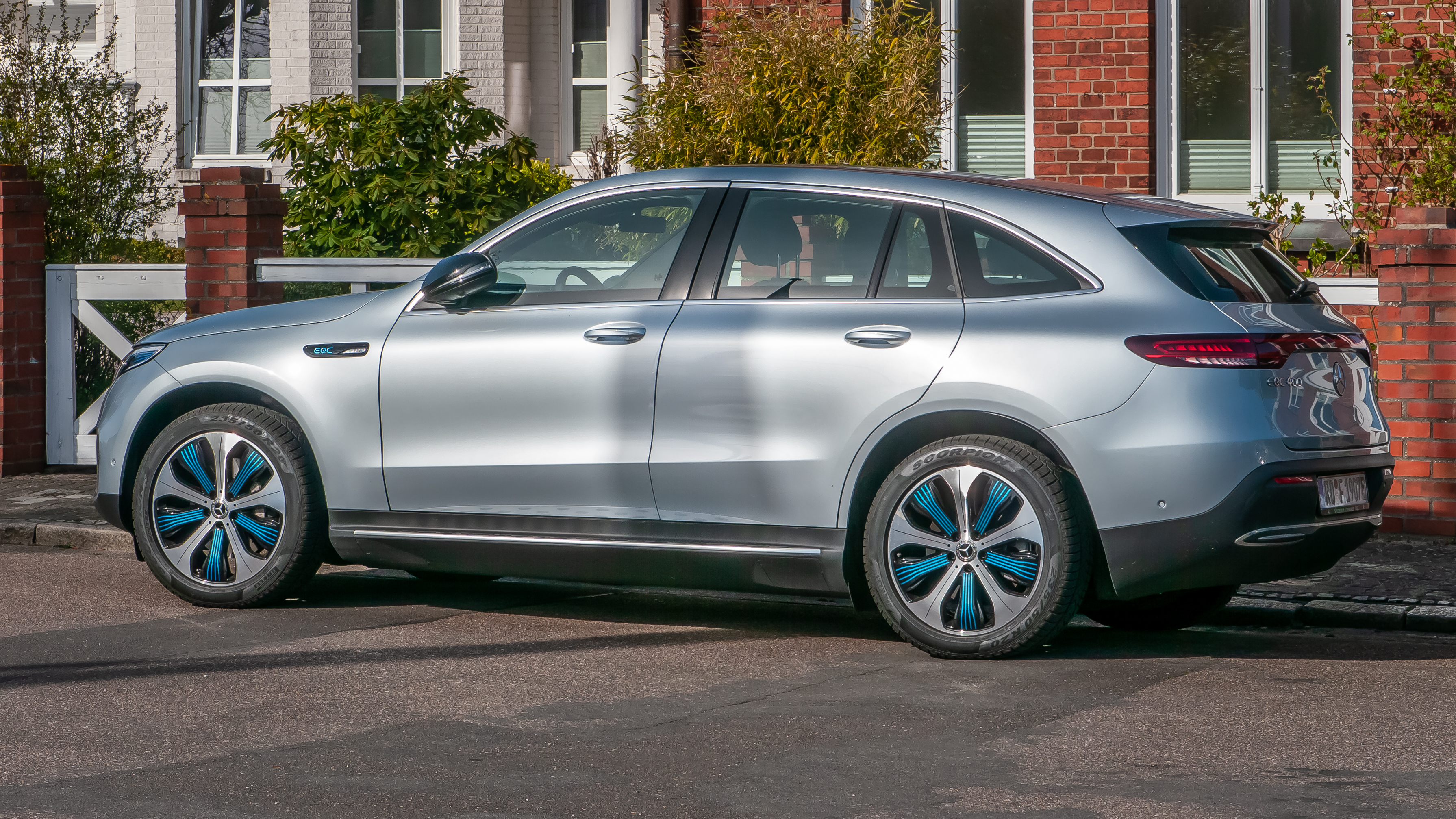
Le Mercedes-Benz EQC dans une rue de Rendsburg en Allemagne.

L'EQC repose sur la plateforme technique EVA (Electric Vehicle Architecture) qui est développée pour les véhicules 100% électriques de la marque à l'étoile. Son format le situe à mi-chemin entre le Mercedes GLC et le Mercedes GLE, avec une longueur de 4,76 mètres.

### Motorisations
L'EQC reçoit deux moteurs électriques asynchrones, un sur chaque essieu, d'une puissance cumulée de 300 kW (408 ch) et 765 N m de couple, et lui permet d'effectuer le 0 à 100 km/h en 5,1 s.
Le SUV bénéficie de 4 niveaux de régénération d'électricité au freinage (Comfort, Eco, Max Range, Sport) sélectionnables par le conducteur. Une cinquième mode totalement automatique associé à la navigation adapte la régénération en fonction du profil de la route, de la limitation de vitesse et de la distance avec le véhicule précédent.

### Batterie
La Mercedes-Benz électrique bénéficie d'une autonomie supérieure à 400 km grâce à sa batterie lithium-ion de 80 kWh. Celle-ci, d'un poids de 450 kg, est produite à Kamenz, en Allemagne, dans l'usine Daimler Deutsche Accumotive de Mercedes. La recharge se fait sur un boîtier mural en 230 volts et 32 ampères pour une puissance maximale de 7,4 kW.
Mercedes-Benz fait partie de la coentreprise Ionity et a adopté le standard Combined Charging System (CCS) pour la recharge de son SUV électrique, avec une recharge allant jusqu'à 110 kW, rechargeant ainsi la batterie à 80 % en 40 minutes.
| Puissance moteur électrique (kW)         | 300                |
| Puissance maximale (ch)                  | 408                |
| Couple maximal (N m)                     | 765                |
| Vitesse maximale (en km/h)               | 180                |
| 0-100 km/h (en s)                        | 5,1                |
| Transmission                             | Intégrale (4MATIC) |
| Masse à vide (kg)                        | 2425               |
| Batterie                                 |                    |
| Type de batterie                         | Lithium Ion        |
| Capacité de la batterie (kWh)            | 80                 |
| Autonomie en cycle WLTP (km)             | 400                |
| Temps de recharge                        |                    |
| sur une prise domestique (Wallbox 11 kW) | 11 heures          |
| sur une borne 22 kW                      |                    |
| sur une borne 170 kW (borne rapide)      |                    |

## Finitions

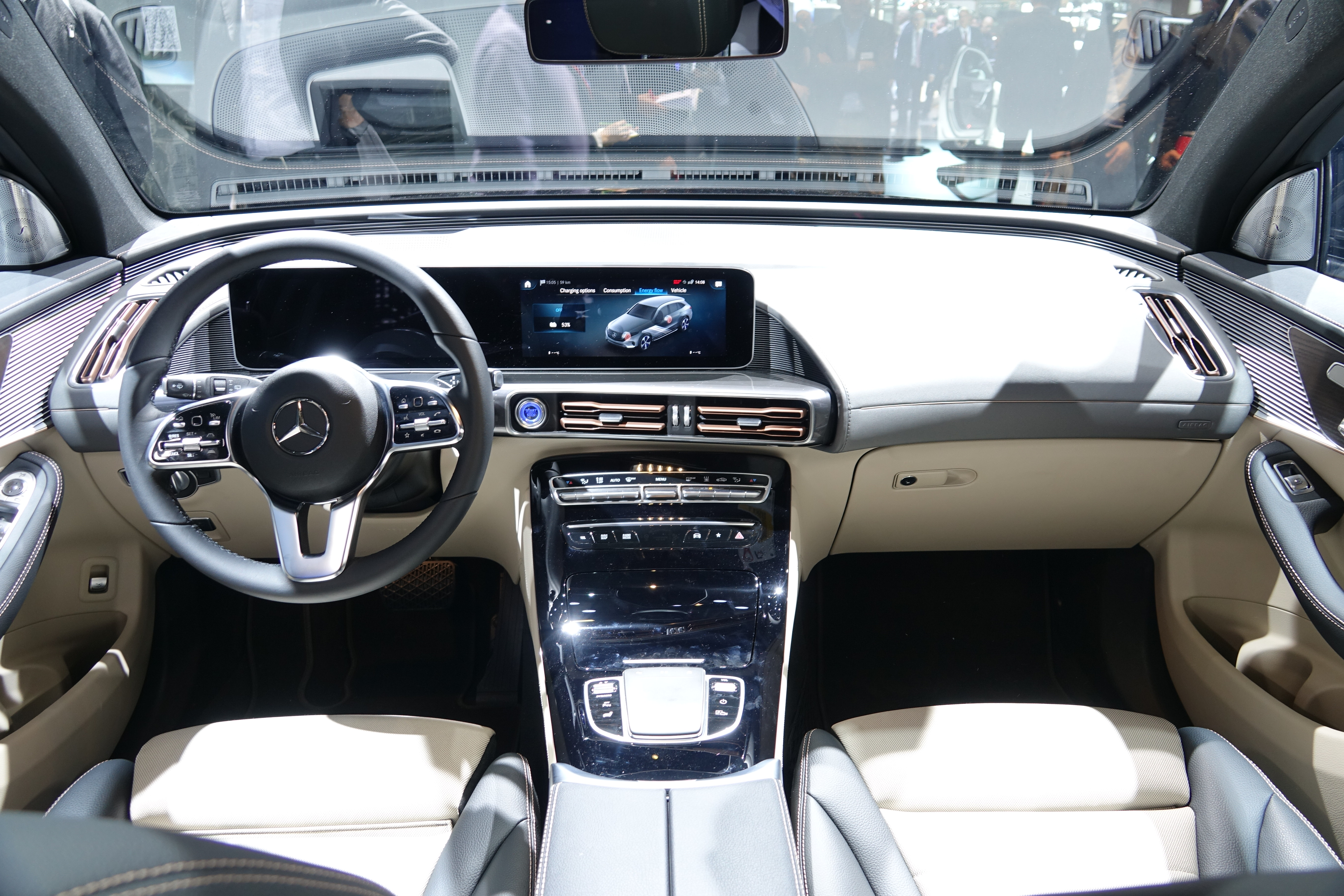
Planche de bord de l'EQC

La Mercedes EQC bénéficie d'un double écran numérique en guise d'instrumentation.

## Concept car

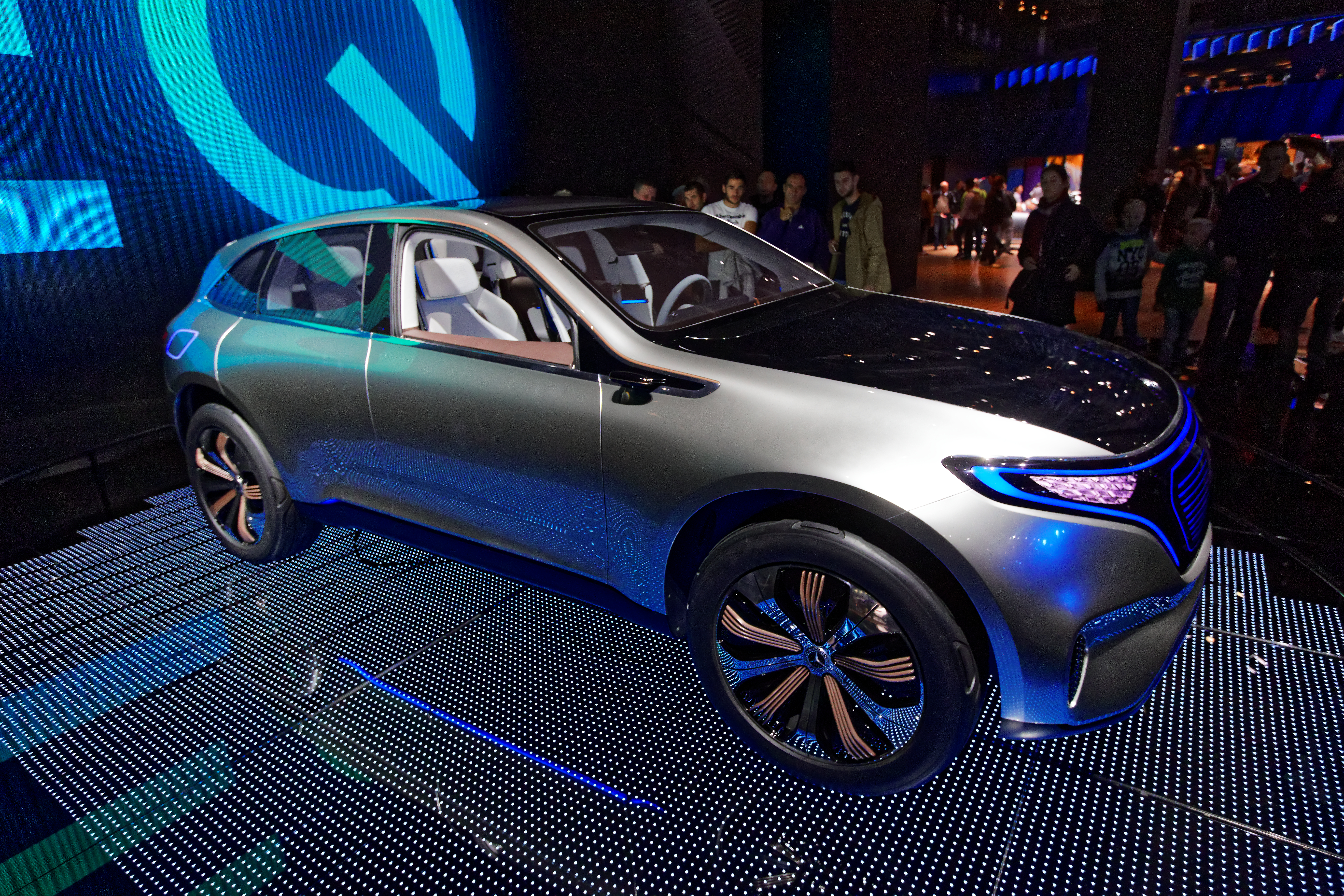
Mercedes Generation EQ

La Mercedes EQC est préfigurée par le concept car Generation EQ présenté au Mondial de l'automobile de Paris 2016. Celui-ci est équipé de deux moteurs électriques, un sur chaque essieu, lui procurant 408 ch et 700 N m de couple, pour une autonomie de 500 km, et dans l'habitacle le tableau de bord reçoit un écran multimédia panoramique de 24 pouces.
En août 2018, Mercedes-Benz présente l' EQ Silver Arrow le 24 août 2018 au concours d'élégance de Pebble Beach en Californie, aux États-Unis, qui annonce le prochain développement de la gamme électrique EQ avec notamment le premier modèle la "EQC".